# Caicapapegaai
De Caicapapegaai (Pyrilia caica; synoniem: Pionopsitta caica) is een vogel uit de familie Psittacidae (papegaaien van Afrika en de Nieuwe Wereld).

## Verspreiding en leefgebied
Deze soort komt voor in oostelijk Venezuela, de Guiana's en noordoostelijk Brazilië.

## Status
De grootte van de populatie is in 2020 geschat op 250.000 volwassen vogels. Op de Rode lijst van de IUCN heeft deze soort de status niet bedreigd.

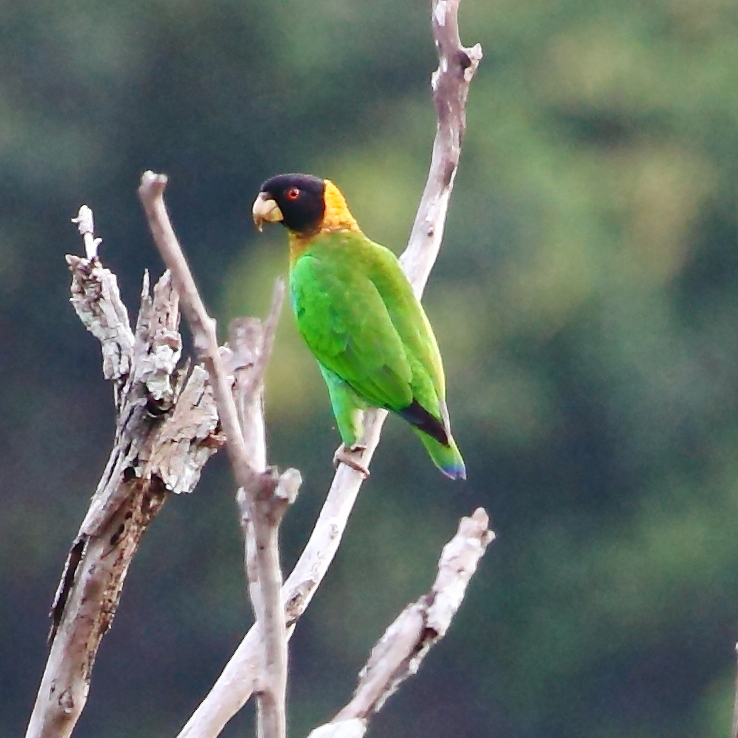